# Wouro dialaw
Wouro Dialaw est un village peulh du Fouta Toro, situé au sud de la Mauritanie, à 4 km de Bababé. Il est situé sur le même site que les villages Wane-Wane, Hothiéré Thioubalel et Fondé Eelimane.
C’est une localité dont la population vit principalement des activités de l’agriculture et l’élevage. A l’instar de plusieurs villages du département, ce lieu souffre des problèmes de développement liés aux services de base indispensables à toute vie humaine. Les femmes du village possèdent une coopérative qui consiste à créer des jardins maraichers afin de cultiver des légumes.